# Ола (река)
О́ла — река в Магаданской области. Длина реки — 166 км, площадь водосборного бассейна — 8570 км². В среднем и нижнем течении — сплавная.
Берёт своё начало на склонах Ольского плато на водоразделе рек Охотского и Восточно-Сибирского морей, выходит на Ольскую низменность и впадает в Тауйскую губу Охотского моря.
В верховьях Ола размывает породы, содержащие агаты. Их можно найти на всём протяжении реки и на прилегающем морском побережье.
В устье реки расположен посёлок Ола — центр Ольского городского округа Магаданской области.

## Фауна
Река Ола — крупнейший по запасам лососей водоём Тауйской губы. Основу запасов составляет горбуша, вторую позицию по численности занимает кета, третью — кижуч. В реке Ола сосредоточено до 80 % запасов горбуши, до 20 % запасов кеты и до 25 % запасов кижуча Магаданской области. В низовьях Олы планируется разработка бурых углей Ланковского и Мелководнинского месторождений для комплексной переработки, что представляет определённую угрозу рыбным запасам.

## Притоки
- 6 км: река Танон (в верховье Сердях) (пр.)
- 22 км: река Ланковая (лв.)
- 52 км: река без названия
- 64 км: река Энгтывчан
- 68 км: река Чека
- 69 км: река Гайчан
- 79 км: река Маякан
- 86 км: река без названия
- 87 км: ручей Кирик (в верховье ручей Малый)
- 99 км: ручей Нух (в верховье ручей Левый Нух)
- 113 км: ручей Поздний
- 117 км: ручей Ольский
- 120 км: река Донышко
- 127 км: река Тоопчан
- 129 км: река Таточан
- 135 км: река Неорчан
- 142 км: река Татынгычан
- 144 км: река Ингагчи
- 145 км: ручей Уртычук (в верховье Вынутый)
- 149 км: река Булум

## История
Упоминания о реке Ола встречаются в документах XVIII века. В Санкт-Петербургском отделении архива Российской академии наук хранятся примитивные географические чертежи шести рек: Тауя, Яны, Армани, Олы, Сиглана и Ямы. Они относятся к началу 1740-х гг. На одном из чертежей вверху стоит надпись: 
«Река Ола, вершиною между сивер и встоку, а устьем во обетник, ширины устье 20 сажен. Глубины на убылой воде полсажени».
 Во время плавания вдоль Охотского побережья из Охотска на Камчатку и обратно лодьи «Восток» в 1716—1717 гг. именно р. Ола упоминается как место, где судно отстаивалось в ожидании подходящего ветра и отдыха. Ранее река Ола была известна как Кола, что по-эвенски означает «ковш», о чём напоминает изгиб реки у одноимённого селения.